# Gelasma papuensis
Gelasma papuensis är en fjärilsart som beskrevs av W. Warren 1907. Gelasma papuensis ingår i släktet Gelasma och familjen mätare. Inga underarter finns listade i Catalogue of Life.